# Наредба Владе Руске Федерације
Наредба Владе Руске Федерације (рус. Распоряжение Правительства Российской Федерации) — акт ненормативног карактера, о оперативним и другим актуелним питањима, који издаје влада Русије на основу и у складу са Уставом Русије, савезним уставним законима, савезним законима,уредбама, наредбама и поручењима председника Русије.
Наредбе владе Русије потписује председник владе они ступају на снагу истовремено на целој територији земље, ако таквим актима није предвиђен другачији ред њиховог ступања на снагу. Владине наредбе су обавезне за извршење на целој територији Русије. Они могу бити укинути од стране председника у случају да су у супротности са Уставом Руске Федерације, федералним уставним законима, федералним законима, указима и распоредима председника. Налози владе могу се жалити суду, као и признати да нису у складу са Уставом одлуком Уставног суда Русије.
Налози Владе РФ подлежу обавезном званичном објављивању, осим налога или њихових појединачних одредби које садрже податке који чине државну тајну или информације поверљивог карактера. Наредбе владе Руске Федерације у року од 10 дана од дана њиховог потписивања подлежу званичном објављивању у "Руској новини" , законодавној скупштини Руске Федерације и на" званичном интернет порталу правних информација " (www.pravo.gov.ru), чије функционисање обезбеђује ФСО Русије, а ако је потребно одмах, њихово широко објављивање доводи се до општих информација путем медија хитно. Контролу над исправношћу и благовременошћу објављивања наредби Владе РФ врши Аппарат Владе РФ
Налози Владе РФ, који утичу на права, слободе и дужности човека и грађанина, који утврђују правни статус организација, ступају на снагу истовремено на целој територији Руске Федерације након седам дана након дана њиховог првог званичног објављивања. Други акти Владе РФ, укључујући акте који садрже информације које садрже државну тајну или информације поверљивог карактера, ступају на снагу од дана њиховог потписивања. У наредбама Владе РФ може се утврдити другачији ред ступања на снагу.
У назив налога је укључен његов регистрациони број са буквеним индексом р и датум потписивања од стране председника Владе. Нумерација наредби је последоватна, али није скрозна, већ се наставља са бројем 1 сваке године, тако да најкраћа исправна референца на налог може бити његов број и година прихватања. Индексу-Р налога који садржи државну тајну додаје се буква с и изгледа овако: рс.

## Број
На 15. Септембар 2023. године, према подацима са "званичног интернет портала правних информација" (www.pravo.gov.ru) у Руској Федерацији од 26.12.1993.године ради око 53 хиљаде распореда.